# Крајна Пољана
Крајна Пољана (слч. Krajná Poľana) насељено је мјесто са административним статусом сеоске општине (слч. obec) у округу Свидњик, у Прешовском крају, Словачка Република.

## Становништво
| Година:    | 1994. | 2004.    | 2014.   | 2024.   |
| ---------- | ----- | -------- | ------- | ------- |
| Број људи: | 245   | 214      | 212     | 227     |
| Разлика:   |       | -12,65 % | -0,93 % | +7,07 % |

| Година:    | 2023. | 2024. |
| ---------- | ----- | ----- |
| Број људи: | 227   | 227   |
| Разлика:   |       | +0 %  |

Према подацима о броју становника из 2024. године насеље је имало 227 становника.